# Ave del futuro
El ave del futuro es una especie de pájaro del futuro de la serie Primeval, aparece igualmente en el libro "Sombra del Jaguar".

## Argumento
En "Sombra del Jaguar", un pájaro del futuro controla a una manada de Thylacosmilus con feromonas.El equipo le sigue la pista hasta llegar a su guarida en las ruinas de un templo inca en la selva peruana. Después de interrumpir su control sobre los Thylacosmilus, la criatura escapa a través de la anomalía segundos antes de que se cierre. Nick y Lester suponen más tarde la criatura podría haber sido vista por los incas , los cuales lo incorporaron en su mitología.

## Morfología y comportamiento
Las aves del futuro poseen varias habilidades inusuales, tales como la capacidad de controlar otras criaturas a través del uso de feromonas (como una reina controla una colmena de abejas), y una lengua con una punta cubierta en muchos pequeños dientes que pueden insertarse en la carne.El pájaro tiene un cierto parecido con el dios Inca, Pacha Kamaq.

## Evolución
El ave del futuro podría haber evolucionado a partir de Pájaro Carpintero de hoy en día. Esto explicaría la lengua cubierta de dientes, algunos pájaros carpinteros ya lo tienen. Un tipo de pájaro carpintero podría haber evolucionado para hacer frente a las colmenas de abejas, picoteando en la colmena y capturando a todas las abejas . Después, un aroma de feromonas podría haber evolucionado para atraerlas a lo que permitió atraparlas con mayor facilidad. Después de un tiempo, algunos comenzaron a usar a las abejas para cazar y protegerse. Luego se hicieron más grandes volviéndose corredoras no voladoras y fueron capaces de controlar a otros animales como el Thylacosmilus.
Imagen del ave del futuro  (enlace roto disponible en Internet Archive; véase el historial, la primera versión y la última).
- Datos: Q5713157